# リカルド・フロレス・マゴン

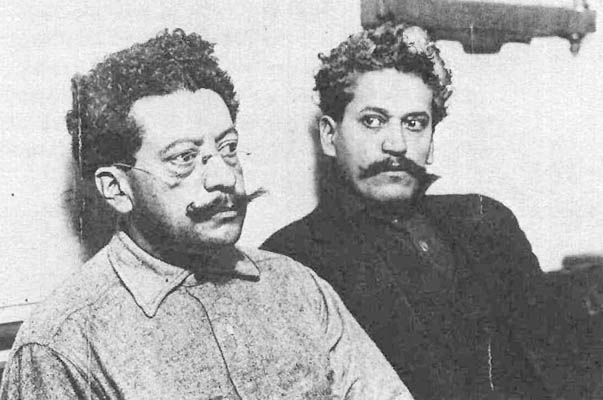
リカルド・フロレス・マゴン（左側）とエンリケ・フロレス・マゴン（右側）

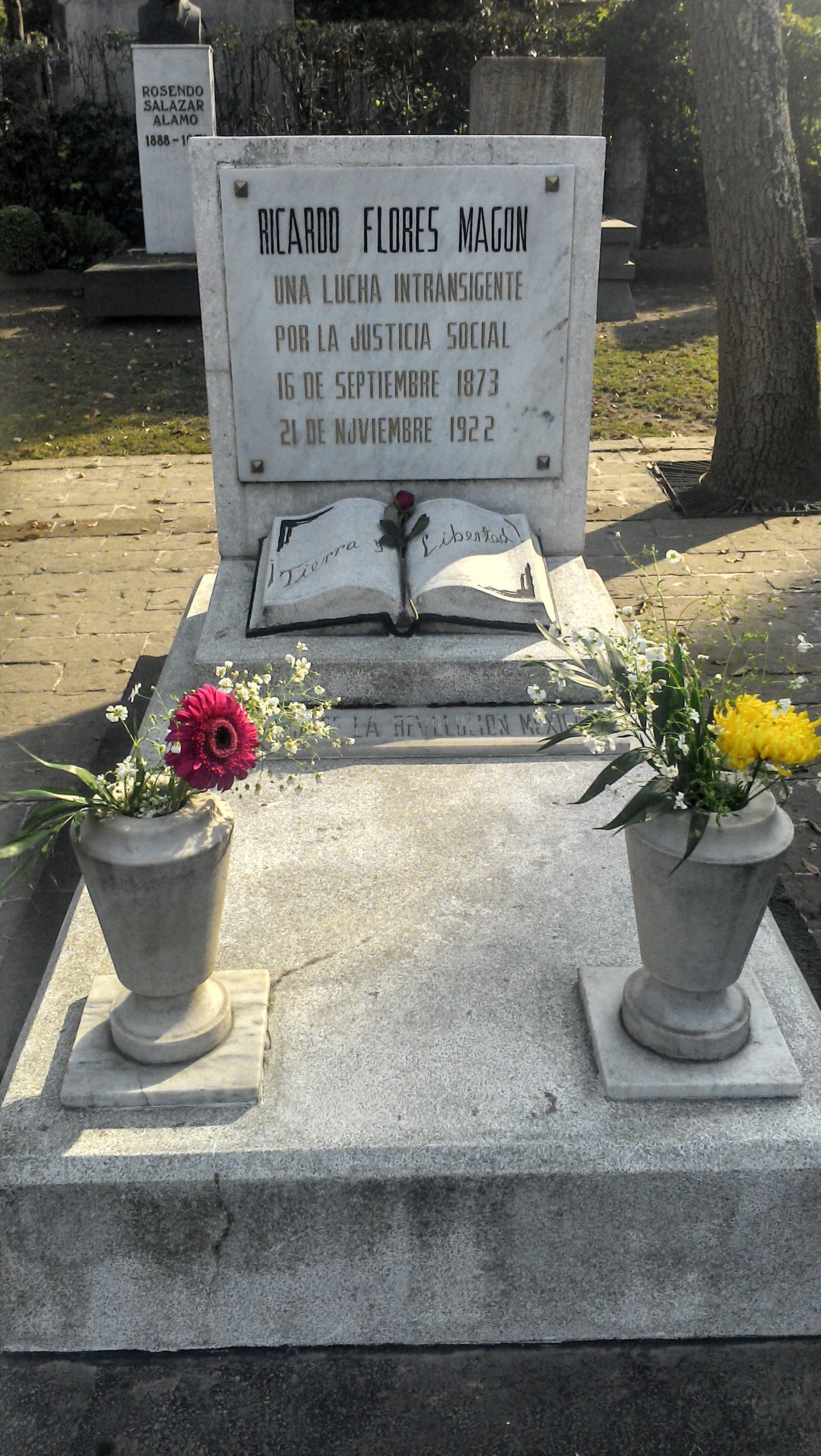
リカルド・フロレス・マゴンの墓石

リカルド・フロレス・マゴン(Ricardo Flores Magón, 1874年9月16日 - 1922年11月21日)は、メキシコの社会運動家、無政府主義者。弟のエンリケ・フロレス・マゴン (1877年 - 1954年）は同じく無政府主義者で、ジャーナリスト・政治家となった。
フロレス・マゴンはメキシコ独立記念日にオアハカ州サンアントニオ・エロホチトラン（San Antonio Eloxochitlán）で生まれる。彼は多くの無政府主義者の著作を学んだ。ミハイル・バクーニンやピエール・ジョゼフ・プルードンの作品を読んだが、同時代の無政府主義者達の影響を受け、特にピョートル・クロポトキンからの影響を大きく受けた。
1892年には反政府デモ活動に参加したことにより投獄された。
1900年、雑誌『レヘネラシオン』を発行しポルフィリオ・ディアスの独裁政治を批判した。
1906年、メキシコ史上初の左翼政党メキシコ自由党を結成し、労働者の労働条件の改善を提示した綱領を発表した。ディアス政権に対する武力闘争を試み、その動きはメキシコ革命にも影響を与えた。
1904年からアメリカ合衆国へ潜入してたびたび逮捕され、彼の活動はアメリカの無政府主義者に影響を与えた。その後1918年に逮捕され、1917年のスパイ活動法の「戦争遂行妨害」の罪で20年の懲役を受ける。フロレス・マゴンは1922年、カンザス州のレブンワース刑務所で死去した。看守らの虐待やネグレクトが原因だと考えられている。メキシコ議会による遺体の返還請求は拒否されたが、遺骨は1945年にようやくメキシコへ返還されてメキシコシティのPanteón Civil de Doloresに埋葬された。
現在、出身地のサンアントニオ・エロホチトランは彼を記念してエロホチトラン・デ・フロレス・マゴン（Eloxochitlán de Flores Magón）と改名されている。